# 티부르시오 안디노
티부르시오 카리아스 안디노(스페인어: Tiburcio Carías Andino, 1876년 3월 15일 ~ 1969년 12월 23일)는 온두라스의 정치가로, 1933년부터 1948년까지 온두라스를 독재적으로 지배하였다.
테구시갈파에서 태어나 보수파 국민당에 입당하여 유나이티드 푸르츠사의 지지를 받으며 대통령이 되었으나, 후에 언론 통제와 노동 운동에 대한 탄압을 가했다. 온두라스의 근대화를 가져왔다는 견해도 있으나, 미국에서는 안디노의 근대화 정책이 무용지물이라고 평가하기도 했다.  1948년 대통령직에서 물러났으나, 정계에서 지속적으로 활동했다.